# Listă de actrițe filipineze
Aceasta este o listă de actrițe filipineze:

Cuprins: Început - 0–9 A B C D E F G H I J K L M N O P Q R S T U V W X Y Z

## A
- AC Bonifacio (născută 2002)
- Adrianna So (născută 1992)
- Ai-Ai delas Alas (născută 1964)
- Aicelle Santos (născută 1985)
- Aiko Climaco (născută 1989)
- Aiko Melendez (născută 1975)
- Aira Bermudez (născută 1983)
- Akiko Solon (născută 1994)
- Aleck Bovick (născută 1981)
- Alessandra De Rossi (născută 1984)
- Alex Gonzaga (născută 1988)
- Alexa Ilacad (născută 2000)
- Alice Dixson (născută 1969)
- Alicia Alonzo (născută 1946)
- Alicia Mayer (născută 1976)
- Alicia Vergel (1927–1993)
- Alma Bella (1910–2012)
- Alma Moreno (născută 1959)
- Alodia Gosiengfiao (născută 1988)
- Alona Alegre (1948–2018)
- Althea Ablan ( născută 2004)
- Alyssa Alano (născută 1987)
- Ama Quiambao (1947–2013)
- Amalia Fuentes (1940–2019)
- Amy Austria (născută 1961)
- Amy Perez (născută 1969)
- Ana Capri (născută 1977)
- Ana Roces (născută 1976)
- Analyn Barro (născută 1996)
- Andi Eigenmann (născută 1990)
- Andrea Brillantes (născută 2003)
- Andrea Del Rosario (născută 1977)
- Andrea Torres (născută 1990)
- Angel Aquino (născută 1973)
- Angel Guardian (născută 1998)
- Angel Locsin (născută 1985)
- Angel Satsumi (născută 2006)
- Angela Alarcon (născută 1996)
- Angeli Bayani (născută 1977)
- Angeli Gonzales (născută 1994)
- Angeli Nicole Sanoy (născută 2001)
- Angelica Jones (născută 1983)
- Angelica Panganiban (născută 1986)
- Angelika Dela Cruz (născută 1981)
- Angeline Quinto (născută 1989)
- Angelu de Leon (născută 1979)
- Anita Linda (1924–2020)
- Anja Aguilar (născută 1994)
- Ann Li (născută 1995)
- Anna Fegi (născută 1977)
- Anna Larrucea (născută 1984)
- Anna Luna (născută 1993)
- Anna Marie Gutierrez (născută 1964)
- Annabelle Huggins (născută 1943)
- Annabelle Rama (născută 1952)
- Anne Curtis (născută 1985)
- Antoinette Taus (născută 1981)
- Ar-Angel Aviles (născută 2003)
- Ara Mina (născută 1979)
- Arci Muñoz (născută 1989)
- Aria Clemente (născută 1995)
- Ariana Barouk (născută 1982)
- Arianne Bautista (născută 1993)
- Ariella Arida (născută 1988)
- Aring Bautista (1920–?)
- Armida Siguion-Reyna (1930–2019)
- Arny Ross (născută 1991)
- Arra San Agustin (născută 1995)
- Aruray (1920–1988)
- Ashley Ortega (născută 1998)
- Asia Agcaoili (născută 1977)
- Assunta de Rossi (născută 1981)
- Atang dela Rama (1903–1991)
- Atasha Muhlach (născută 2001)
- Athena (născută 1988)
- Aubrey Miles (născută 1978)
- Aurora Sevilla (născută 1963)
- Ayanna Oliva (născută 1986)
- Ayen Munji-Laurel (născută 1971)
- Ayra Mariano (născută 1998)

## B
- Bamba (născută 1979)
- Bangs Garcia (născută 1987)
- Barbara Miguel (născută 2004)
- Barbara Perez (născută 1938)
- Barbie Almalbis (născută 1977)
- Barbie Forteza (născută 1997)
- Barbie Imperial (născută 1998)
- Bea Alonzo (născută 1987)
- Bea Binene (născută 1997)
- Bea Nicolas (născută 1994)
- Bea Rose Santiago (născută 1990)
- Bea Saw (născută 1985)
- Beatrice Gomez (născută 1995)
- Beauty Gonzalez (născută 1991)
- Bela Padilla (născută 1991)
- Bella Flores (1929–2013)
- Belle Mariano (născută 2002)
- Bettina Carlos (născută 1987)
- Beverly Salviejo (născută 1956)
- Beverly Vergel (născută 1964)
- Bianca de Vera (născută 2002)
- Bianca Gonzalez (născută 1983)
- Bianca King (născută 1985)
- Bianca Manalo (născută 1987)
- Bianca Umali (născută 2000)
- Bing Loyzaga (născută 1970)
- Bituin Escalante (născută 1977)
- Boots Anson-Roa (născută 1945)
- Brenna Garcia (născută 2004)
- Bubbles Paraiso (născută 1988)

## C
- Cai Cortez (născută 1988)
- Camille Prats (născută 1985)
- Candy Pangilinan (născută 1972)
- Caridad Sanchez (născută 1936)
- Carina Afable (născută 1942)
- Carla Abellana (născută 1986)
- Carla Humphries (născută 1988)
- Carlene Aguilar (născută 1982)
- Carmen LoBue
- Carmen Rosales (1917–1991)
- Carmen Soriano (născută 1940)
- Carmencita Abad (născută 1933)
- Carmi Martin (născută 1963)
- Carmina Villarroel (născută 1975)
- Carol Banawa (născută 1981)
- Cassandra Ponti (născută 1982)
- Cassy Legaspi (născută 2001)
- Catriona Gray (născută 1994)
- Celeste Cortesi (născută 1997)
- Celeste Legazpi (născută 1950)
- Celia Rodriguez (născută 1934)
- Ces Quesada (născută 1958)
- Chacha Cañete (născută 2004)
- Chai Fonacier (născută 1986)
- Chanda Romero (născută 1954)
- Chanty Videla (născută 2002)
- Charee Pineda (născută 1990)
- Charice Pempengco (născută 1992)
- Charito de Leon (născută 1939)
- Charito Solis (1935–1998)
- Chariz Solomon (născută 1989)
- Charlene Gonzales (născută 1974)
- Charlie Dizon (născută 1996)
- Charo Santos (născută 1955)
- Chat Silayan (1959–2006)
- Chelsea Manalo (născută 1999)
- Cherie Gil (1963–2022)
- Cherry Lou (născută 1982)
- Cherry Pie Picache (născută 1970)
- Cheska Garcia (născută 1980)
- Chichay (1918–1993)
- Chin Chin Gutierrez (născută 1969)
- Chlaui Malayao (născută 2008)
- Christine Jacob (născută 1967)
- Chx Alcala (născută 1981)
- Chynna Ortaleza (născută 1982)
- Cianne Dominguez (născută 2001)
- Ciara Sotto (născută 1980)
- Cielito del Mundo (1935–2016)
- Cindy Kurleto (născută 1979)
- Cindy Miranda (născută 1990)
- Claire dela Fuente (1958–2021)
- Claire Ruiz (născută 1997)
- Claudia Zobel (1965–1984)
- Claudine Barretto (născută 1979)
- Coleen Garcia (născută 1992)
- Coleen Perez (născută 1995)
- Coney Reyes (născută 1953)
- Cris Villonco (născută 1983)
- Cristina Aragon (născută 1932)
- Cristina Gonzales (născută 1970)
- Cristine Reyes (născută 1989)
- Cynthia Zamora (născută 1938)

## D
- Daiana Menezes (născută 1987)
- Daisy Reyes
- Daisy Romualdez
- Danita Paner (născută 1989)
- Dasuri Choi (născută 1988)
- Dawn Zulueta (născută 1969)
- Delia Razon (născută 1931)
- Dely Atay-Atayan (1914–2004)
- Denise Barbacena (născută 1994)
- Denise Joaquin
- Denise Laurel (născută 1987)
- Desiree del Valle (născută 1982)
- Devon Seron (născută 1993)
- Dexter Doria (născută 1955)
- Diana Zubiri (născută 1985)
- Dianne dela Fuente (născută 1981)
- Dianne Medina (născută 1986)
- Didith Reyes (1949–2008)
- Dimples Cooper (1914–1960)
- Dimples Romana (născută 1984)
- Dina Bonnevie (născută 1962)
- Dindi Gallardo
- Dionne Monsanto (născută 1985)
- Diva Montelaba (născută 1991)
- Donita Nose (născută 1979)
- Donita Rose (născută 1974)
- Donna Cruz (născută 1977)
- Dulce (născută 1961)

## E
- Eda Nolan (născută 1988)
- Elaine Duran (născută 1998)
- Elha Nympha (născută 2004)
- Elia Ilano (născută 2010)
- Elijah Alejo (născută 2004)
- Elise Estrada (născută 1987)
- Elisse Joson (născută 1996)
- Eliza Pineda (născută 1995)
- Elizabeth Cooper (1914–1960)
- Elizabeth Oropesa (născută 1954)
- Elizabeth Ramsey (1931–2015)
- Ella Cruz (născută 1996)
- Ella Guevara (născută 1998)
- Elle Ramirez (născută 1991)
- Elle Villanueva (născută 1996)
- Ellen Adarna (născută 1988)
- Emma Alegre (născută 1935)
- Emma Henry (?–1986)
- Emmanuelle Vera (născută 1994)
- Empress Schuck (născută 1993)
- Erich Gonzales (născută 1990)
- Erika Padilla (născută 1986)
- Erin Ocampo (născută 1996)
- Erlinda Cortes (1924–2015)
- Esang de Torres (născută 2007)
- Etang Discher (1906–1981)
- Ethel Booba (născută 1976)
- Eugene Domingo (născută 1971)
- Eula Caballero (născută 1995)
- Eula Valdez (născută 1968)
- Eunice Lagusad (născută 1998)
- Eva Castillo (1969–2022)
- Eva Darren (născută 1946)
- Eva Eugenio
- Evangeline Pascual (născută 1956)

## F
- Faith da Silva (născută 2001)
- Flora Gasser (1932–2022)
- Frances Makil-Ignacio (născută 1971)
- Franchesca Salcedo (născută 2002)
- Francine Diaz (născută 2004)
- Francine Prieto (născută 1981)
- Frencheska Farr (născută 1992)
- Fretzie Joan Bercede (născută 1993)

## G
- G. Toengi (născută 1978)
- Gabbi Garcia (născută 1998)
- Gaby dela Merced (născută 1982)
- Gazini Ganados (născută 1995)
- Gee-Ann Abrahan (născută 1985)
- Gelli de Belen (născută 1973)
- Gem Ramos (născută 1978)
- Geneva Cruz (născută 1976)
- Georgina Wilson (născută 1986)
- Gigi de Lana (născută 1995)
- Gina Alajar (născută 1959)
- Gina Pareño (născută 1947)
- Gladys Guevarra (născută 1977)
- Gladys Reyes (născută 1978)
- Glaiza de Castro (născută 1988)
- Glaiza Herradura (născută 1978)
- Glomelyn Apolinario (născută 1999)
- Gloria Diaz (născută 1951)
- Gloria Romero (1933-2025)
- Gloria Sevilla (1932–2022)
- Glydel Mercado (născută 1975)
- Grace Lee (născută 1982)
- Gretchen Barretto (născută 1970)
- Gretchen Espina (născută 1988)
- Guila Alvarez
- Gwen Garci (născută 1981)
- Gwen Zamora (născută 1990)
- Gwendoline Ruais (născută 1989)

## H
- Halina Perez (1981–2004)
- Harlene Bautista
- Hazel Ann Mendoza (născută 1988)
- Hazel Orencio (născută 1986)
- Heart Evangelista (născută 1985)
- Heaven Peralejo (născută 1999)
- Helen Gamboa (născută 1945)
- Helen Vela (1946–1992)
- Helga Krapf (născută 1988)
- Herlene Budol (născută 1999)
- Hilda Koronel (născută 1957)
- Hiyasmin Neri (născută 1990)

## I
- Ian Galliguez (născută 1975)
- Iana Bernardez (născută 1993)
- Ice Seguerra (născută 1983)
- Imee Marcos (născută 1955)
- Imelda Papin (născută 1956)
- Imelda Schweighart (născută 1995)
- Ina Feleo (născută 1985)
- Ina Raymundo (născută 1975)
- Inday Badiday (1944–2003)
- Ingrid dela Paz (născută 1994)
- Irma Adlawan (născută 1962)
- Isabel Blaesi (născută 1990)
- Isabel Granada (1976–2017)
- Isabel Oli  (născută 1981)
- Isabel Rivas (născută 1958)
- Isabelle de Leon (născută 1994)
- Isabelle Daza (născută 1988)
- Ivana Alawi (născută 1996)
- Iwa Moto (născută 1988)
- Isabella Estella (născută 1989)
- Iya Villania (născută 1986)
- Iza Calzado (născută 1982)

## J
- Jackie Lou Blanco (născută 1964)
- Jackie Gonzaga (născută 1994)
- Jackie Rice (născută 1990)
- Jaclyn Jose (1963–2024)
- Jade Ecleo (născută 1970)
- Jade Lopez (născută 1987)
- Jamie Rivera (născută 1966)
- Jan Marini (născută 1978)
- Jana Roxas (născută 1990)
- Jane de Leon (născută 1998)
- Jane Oineza (născută 1996)
- Janella Salvador (născută 1998)
- Janelle Jamer (născută 1984)
- Janelle Quintana (născută 1989)
- Janette McBride (născută 1983)
- Janice de Belen (născută 1968)
- Janina San Miguel (născută 1990)
- Janine Berdin (născută 2002)
- Janine Gutierrez (născută 1989)
- Janine Tugonon (născută 1989)
- Janna Dominguez (născută 1990)
- January Isaac (născută 1976)
- Jasmine Curtis-Smith (născută 1994)
- Jaya Ramsey (născută 1969)
- Jaymee Joaquin (născută 1979)
- Jazz Ocampo (născută 1997)
- Jean Garcia (născută 1969)
- Jed Montero (născută 1988)
- Jef Gaitan (născută 1989)
- Jennica Garcia (născută 1989)
- Jennie Gabriel (născută 1987)
- Jennifer Sevilla (născută 1974)
- Jenny Miller (născută 1980)
- Jennylyn Mercado (născută 1987)
- Jessa Zaragoza (născută 1978)
- Jessy Mendiola (născută 1992)
- Jewel Mische (născută 1990)
- Jhoana Marie Tan (născută 1993)
- Jillian Ward (născută 2005)
- Jinri Park (născută 1988)
- Jo Berry (născută 1994)
- Joanne Quintas (născută 1976)
- Jocelyn Oxlade (născută 1984)
- Jodi Sta. Maria (născută 1982)
- Jolina Magdangal (născută 1978)
- Jonalyn Viray (născută 1989)
- Jopay (născută 1983)
- Joy Viado (1959–2016)
- Joyce Ching (născută 1995)
- Joyce Jimenez (născută 1978)
- Juanita Angeles (născută 1900)
- Judy Ann Santos (născută 1978)
- Julia Barretto (născută 1997)
- Julia Clarete (născută 1979)
- Julia Montes (născută 1995)
- Julie Anne San Jose (născută 1994)
- Julie Vega (1968–1985)
- Justina David (1912–?)
- Juvy Cachola  (născută 1956)

## K
- K Brosas (născută 1975)
- Kaila Estrada (născută 1996)
- Kakai Bautista (născută 1978)
- KaladKaren (născută 1992)
- Kaori Oinuma (născută 2000)
- Karel Marquez (născută 1986)
- Karen delos Reyes (născută 1984)
- Karen Reyes (născută 1996)
- Karla Estrada (născută 1974)
- Karylle (născută 1981)
- Kat Alano (născută 1985)
- Kate Valdez (născută 2000)
- Kathleen Hermosa (născută 1993)
- Kathryn Bernardo (născută 1996)
- Katrina Halili  (născută 1986)
- Katy de la Cruz (1907–2004)
- Katya Santos (născută 1982)
- Kaye Abad (născută 1982)
- Kazel Kinouchi (născută 1991)
- KC Concepcion (născută 1985)
- Keanna Reeves (născută 1967)
- Kiara Takahashi (născută 1997)
- Kim Chiu (născută 1990)
- Kim Domingo (născută 1995)
- Kim Molina (născută 1991)
- Kim Rodriguez (născută 1994)
- Kira Balinger (născută 2000)
- Kiray (născută 1995)
- Kisses Delavin (născută 1999)
- Kitchie Nadal (născută 1980)
- Kitkat (născută 1984)
- Klaudia Koronel (născută 1975)
- Klea Pineda (născută 1999)
- Koreen Medina (născută 1995)
- Kriesha Chu (născută 1998)
- Kris Aquino (născută 1971)
- Kris Bernal (născută 1989)
- Krista K (născută 1989)
- Krista Ranillo (născută 1984)
- Kristel Fulgar (născută 1994)
- Kristel Moreno (născută 1991)
- Kristina Paner (născută 1971)
- Kristine Hermosa (născută 1983)
- Krizza Neri (născută 1995)
- Krystal Reyes (născută 1996)
- Kuh Ledesma (născută 1955)
- Kylie Padilla (născută 1993)
- Kylie Verzosa (născută 1992)
- Kyline Alcantara (născută 2002)
- KZ Tandingan (născută 1992)

## L
- Lilian Padilla (născută 2010)

- Lady Lee (născută 1986)
- Lana Jalosjos
- Lani Mercado (născută 1968)
- Lani Misalucha (născută 1969)
- Lauren Young (născută 1993)
- Laurice Guillen (născută 1947)
- Lea Salonga (născută 1971)
- Leanne Bautista (născută 2010)
- Letty Alonzo (născută 1932)
- Lexi Fernandez (născută 1995)
- Lexi Gonzales (născută 2000)
- Lianne Valentin (născută 2001)
- Lie Reposposa (născută 2003)
- Liezel Lopez (născută 1997)
- Liezl Martinez (1967–2015)
- Lilet (născută 1977)
- Lilia Cuntapay (1935–2016)
- Lilia Dizon (1928–2020)
- Lilian Velez (1924–1948)
- Linda Estrella (1926–2012)
- Lindsay Custodio (născută 1978)
- Liz Alindogan (născută 1963)
- Liza Diño (născută 1981)
- Liza Lapira (născută 1981)
- Liza Lorena (născută 1948)
- Liza Soberano (născută 1998)
- LJ Reyes (născută 1987)
- Loisa Andalio (născută 1999)
- Lolit Solis (născută 1947)
- Lolita Rodriguez (1935–2016)
- Lorna Tolentino (născută 1961)
- Lorraine Schuck
- Lota Delgado (1918–2009)
- Lotlot de Leon (născută 1971)
- Lougee Basabas (născută 1984)
- Louise delos Reyes (născută 1993)
- Lovely Abella (născută 1985)
- Lovely Rivero (născută 1969)
- Lovi Poe (născută 1989)
- Luane Dy (născută 1986)
- Lucita Soriano (1941–2015)
- Lucy Torres (născută 1974)
- Luz Fernandez (născută 1935)
- Luz Valdez (născută 1940)
- Lyca Gairanod (născută 2004)

## M
- Madam Auring (1940–2020)
- Mahal (1974–2021)
- Maey Bautista (născută 1972)
- Maika Rivera (născută 1995)
- Maine Mendoza (născută 1995)
- Maita Sanchez (născută 1969)
- Maja Salvador (născută 1988)
- Malou de Guzman (născută 1958)
- Manilyn Reynes (născută 1972)
- Mara Lopez (născută 1991)
- Margaret Nales Wilson (născută 1989)
- Margie Moran (născută 1953)
- Maria Amapola Cabase (născută 1948)
- Maria Isabel Lopez (născută 1957)
- Maria Teresa Carlson (1963–2001)
- Marian Rivera (născută 1984)
- Marianne dela Riva
- Maricar de Mesa (născută 1980)
- Maricar Reyes (născută 1984)
- Maricel Laxa (născută 1970)
- Maricel Morales
- Maricel Soriano (născută 1965)
- Maricris Garcia (născută 1987)
- Mariel Pamintuan (născută 1998)
- Mariel Rodriguez (născută 1984)
- Marife Necesito (născută 1980)
- Marilyn Villamayor
- Marion Aunor (născută 1992)
- Maris Racal (născută 1997)
- Marissa Delgado (născută 1951)
- Marita Zobel (născută 1941)
- Maritoni Fernandez (născută 1969)
- Marjorie Barretto (născută 1974)
- Marla Boyd (născută 1987)
- Marlann Flores (născută 1993)
- Marlene Dauden (născută 1941)
- Marvelous Alejo (născută 1996)
- Mary Jean Lastimosa (născută 1987)
- Mary Walter (1912–1993)
- Matet de Leon (născută 1982)
- Matimtiman Cruz (1919–1992)
- Maui Taylor (născută 1981)
- Maureen Francisco
- Maureen Larrazabal (născută 1979)
- Maureen Wroblewitz (născută 1998)
- Max Collins (născută 1992)
- Max Eigenmann (născută 1987)
- Maxene Magalona (născută 1986)
- Maxine Medina (născută 1990)
- Maybelyn dela Cruz (născută 1982)
- Maymay Entrata (născută 1997)
- Mayton Eugenio (născută 1987)
- Meg Imperial (născută 1993)
- Megan Young (născută 1990)
- Melai Cantiveros (născută 1988)
- Melanie Marquez (născută 1964)
- Melissa Mendez (născută 1964)
- Melissa Ricks (născută 1990)
- Mely Tagasa (1935–2018)
- Mercedes Cabral (născută 1986)
- Metring David (1920–2010)
- Mich Dulce (născută 1981)
- Michelle Dee (născută 1995)
- Michelle van Eimeren (născută 1972)
- Michelle Madrigal (născută 1987)
- Michelle Vergara Moore (născută 1989)
- Mickey Ferriols (născută 1973)
- Miho Nishida (născută 1992)
- Mika dela Cruz (născută 1998)
- Mikee Cojuangco-Jaworski (născută 1974)
- Mikee Lee (născută 1990)
- Mikee Quintos (născută 1997)
- Mila del Sol (1923–2020)
- Miles Ocampo (născută 1997)
- Mimiyuuuh (născută 1996)
- Miriam Quiambao (născută 1975)
- Moira Dela Torre (născută 1993)
- Mona Lisa (1922–2019)
- Mona Louise Rey (născută 2004)
- Monang Carvajal (1898–1980)
- Morissette (născută 1996)
- Mosang (născută 1972)
- Mutya Johanna Datul (născută 1992)
- Mutya Orquia (născută 2006)
- Mylene Dizon (născută 1976)
- Myrtle Sarrosa (născută 1994)

## N
- Nadine Lustre (născută 1993)
- Nadine Samonte (născută 1988)
- Nancy Castiglione (născută 1981)
- Nancy Jewel McDonie (născută 2000)
- Nanette Inventor (născută 1954)
- Nanette Medved (născută 1971)
- Nathalie Hart (născută 1992)
- Naty Bernardo (1911–1987)
- Nela Alvarez (1919–2009)
- Nena Cardenas (1932–2020)
- Nene Tamayo (născută 1981)
- Neri Naig (născută 1983)
- Nicole Dulalia (născută 1997)
- Nicole Uysiuseng (născută 1990)
- Nida Blanca (1936–2001)
- Nikka Valencia
- Nikki Bacolod (născută 1989)
- Nikki Gil (născută 1987)
- Nikki Samonte (născută 2000)
- Nikki Valdez (născută 1981)
- Nina Girado (născută 1980)
- Nina Kodaka (născută 1989)
- Niña Dolino (născută 1982)
- Niña Jose (născută 1988)
- Nora Aunor (născută 1953)
- Nori Dalisay (născută 1938)
- Nova Villa (născută 1946)

## O
- Olivia Cenizal (1926–2008)

## P
- Pacita del Rio (1921–1989)
- Pamu Pamorada (născută 1992)
- Paraluman (1923–2009)
- Patricia Fernandez (născută 1985)
- Patricia Javier (născută 1979)
- Patricia Tumulak (născută 1988)
- Paula Peralejo (născută 1984)
- Pauleen Luna (născută 1988)
- Pauline Mendoza (născută 1999)
- Paw Diaz (născută 1987)
- Perla Bautista (născută 1940)
- Phoemela Barranda (născută 1980)
- Pia Guanio (născută 1974)
- Pia Moran
- Pia Wurtzbach (născută 1989)
- Pilar Pilapil (născută 1950)
- Pilita Corrales (născută 1939)
- Pinky Amador (născută 1966)
- Pokwang (născută 1972)
- Pops Fernandez (născută 1966)
- Precious Lara Quigaman (născută 1983)
- Princess Guevarra (născută 1999)
- Princess Punzalan (născută 1963)
- Princess Ryan (născută 1989)

## Q
- Queenierich Rehman (născută 1992)

## R
- Rabiya Mateo (născută 1996)
- Rachel Alejandro (născută 1974)
- Rachel Peters (născută 1991)
- Rachelle Ann Go (născută 1986)
- Radha Cuadrado (născută 1976)
- Rans Rifol (născută 2001)
- Raquel Monteza (născută 1955)
- Raven Villanueva (născută 1976)
- Rebecca del Rio (1929–2010)
- Rebecca Lusterio (născută 1989)
- Regine Angeles (născută 1985)
- Regine Tolentino (născută 1980)
- Regine Velasquez (născută 1970)
- Rere Madrid (născută 2001)
- Rhian Ramos (născută 1990)
- Ria Atayde (născută 1992)
- Rica Peralejo (născută 1981)
- Rich Asuncion (născută 1989)
- Rio Diaz (1959–2004)
- Rio Locsin (născută 1969)
- Rita Avila (născută 1968)
- Rita Daniela (născută 1995)
- Ritz Azul (născută 1994)
- Riza Santos (născută 1987)
- Rochelle Pangilinan (născută 1982)
- Rosa Aguirre (1908–1981)
- Rosa del Rosario (1917–2006)
- Rosa Mia (1925–2006)
- Rosa Rosal (născută 1931)
- Rose Ann Gonzales
- Roselle Nava (născută 1976)
- Rosemarie Gil (născută 1942)
- Rosemarie Sonora (născută 1948)
- Rox Montealegre (născută 1990)
- Roxanne Barcelo (născută 1985)
- Roxanne Guinoo (născută 1986)
- Roxie Smith (născută 1997)
- RR Enriquez (născută 1985)
- Rubi Rubi (născută 1966)
- Ruby Moreno (născută 1965)
- Ruby Rodriguez (născută 1966)
- Rufa Mae Quinto (născută 1978)
- Rufa Mi (născută 1988)
- Ruffa Gutierrez (născută 1974)
- Ryza Cenon (născută 1987)
- Ryzza Mae Dizon (născută 2005)

## S
- Saab Magalona (născută 1988)
- Sabrina Man (născută 2000)
- Sam Bumatay (născută 1999)
- Sam Oh
- Sam Pinto (născută 1989)
- Sandara Park (născută 1984)
- Sandy Andolong (născută 1959)
- Sandy Talag (născută 1998)
- Sanya Lopez (născută 1996)
- Sarah Jane Abad
- Sarah Christophers (născută 1986)
- Sarah Geronimo (născută 1988)
- Sarah Lahbati (născută 1993)
- Sarita Pérez de Tagle (născută 1986)
- Say Alonzo (născută 1983)
- Scarlet Garcia (1985–2008)
- Sela Guia (născută 2000)
- Serena Dalrymple (născută 1990)
- Shaina Magdayao (născută 1989)
- Shaira Diaz (născută 1995)
- Shamaine Buencamino (născută 1965)
- Shamcey Supsup (născută 1986)
- Sharlene San Pedro (născută 1999)
- Sharmaine Arnaiz (născută 1974)
- Sharon Cuneta (născută 1966)
- Sheena Belarmino (născută 2005)
- Sheena Halili (născută 1987)
- Sheree Bautista (născută 1986)
- Sherilyn Reyes-Tan (născută 1975)
- Shermaine Santiago (născută 1980)
- Sheryl Cruz (născută 1974)
- Sheryn Regis (născută 1980)
- Shey Bustamante (născută 1993)
- Shine Kuk (născută 1992)
- Shy Carlos (născută 1995)
- Snooky Serna (născută 1966)
- Sofia Andres (născută 1998)
- Sofia Moran (născută 1945)
- Sofia Pablo (născută 2006)
- Sofie Garrucho
- Solenn Heussaff (născută 1985)
- Sophia Montecarlo (născută 1986)
- Sophia Reola (născută 2008)
- Sophie Albert (născută 1990)
- Stef Prescott (născută 1991)
- Stella Ruiz White (născută 1975)
- Stephanie Sol (născută 1990)
- Sue Prado (născută 1981)
- Sue Ramirez (născută 1996)
- Sugar Mercado (născută 1986)
- Sunshine Cruz (născută 1977)
- Sunshine Dizon (născută 1983)
- Susan Africa (născută 1959)
- Susan Roces  (1941–2022)
- Suzette Ranillo (născută 1961)
- Sylvia La Torre (1933–2022)
- Sylvia Sanchez (născută 1971)

## T
- Taki Saito (născută 2000)
- Tanya Garcia (născută 1981)
- Tessie Agana (născută 1943)
- Tessie Tomas (născută 1950)
- Tetchie Agbayani (născută 1961)
- Thea Astley (născută 2000)
- Thea Tolentino (născută 1996)
- Therese Malvar (născută 2000)
- Timmy Cruz (născută 1966)
- Tippy Dos Santos (născută 1994)
- Tita de Villa (1931–2014)
- Tita Duran (1929–1991)
- Tita Muñoz (1927–2009)
- Tiya Pusit (1948–2014)
- Toni Fowler (născută 1993)
- Toni Gonzaga (născută 1984)
- Toni Rose Gayda (născută 1958)
- Tootsie Guevara (născută 1980)
- Tuesday Vargas (născută 1979)

## V
- Valeen Montenegro (născută 1990)
- Valerie Concepcion (născută 1987)
- Valerie Weigmann (născută 1989)
- Vaness del Moral (născută 1988)
- Vangie Labalan (născută 1943)
- Venus Raj (născută 1988)
- Vice Ganda (născută 1976)
- Vicki Belo (născută 1956)
- Vickie Rushton (născută 1992)
- Vilma Santos (născută 1953)
- Vina Morales (născută 1975)
- Vivian Velez (născută 1968)
- Vivoree Esclito (născută 2000)

## W
- Wendy Valdez (născută 1982)
- Whitney Tyson
- Winnie Cordero (născută 1966)
- Winwyn Marquez (născută 1992)

## X
- Xia Vigor (născută 2009)
- Xyriel Manabat (născută 2004)

## Y
- Yam Concepcion (născută 1989)
- Yasmien Kurdi (născută 1989)
- Yassi Pressman (născută 1995)
- Yayo Aguila (născută 1967)
- Yen Santos (născută 1992)
- Yeng Constantino (născută 1988)
- Ylona Garcia (născută 2002)
- Ynna Asistio (născută 1991)
- Ysabel Ortega (născută 1999)

## Z
- Zandra Summer (născută 1994)
- Zeny Zabala (1934–2017)
- Zephanie Dimaranan (născută 2003)
- Zeryl Lim (născută 1987)
- Zia Marquez (născută 1992)
- Zia Quizon (născută 1991)
- Zorayda Sanchez (1951–2008)
- Zsa Zsa Padilla (născută 1964)